# Quilotoa (vulkaan)

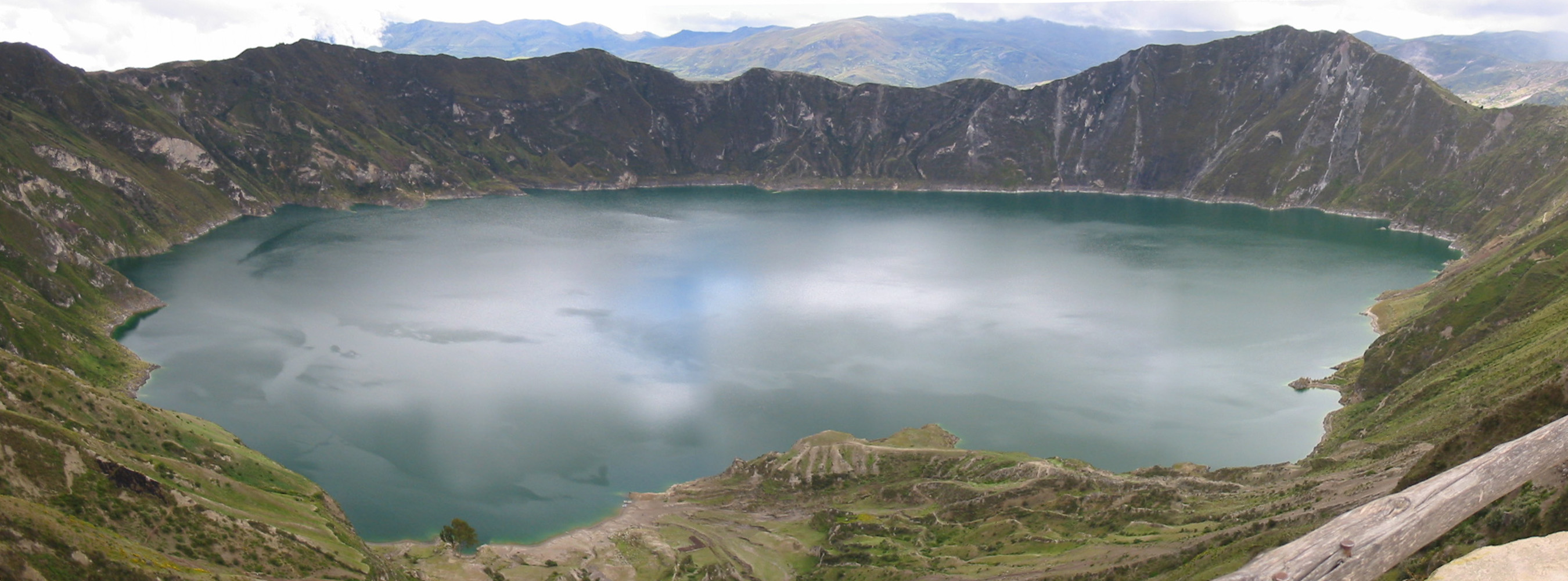

Quilotoa is een caldeira in het Andesgebergte, in het Zuid-Amerikaanse land Ecuador. Ook het kratermeer in de caldera draagt deze naam.
Het hoogste punt ligt 3914 meter boven de zeespiegel, de diameter van de caldera is 3 kilometer. De laatste uitbarstingen hebben rond het jaar 1280 plaatsgevonden. Er deed zich een enorme uitbarsting voor (niveau 6 op de schaal van de Vulkanische-explosiviteitsindex) waarvan de lahar en de pyroclastische stroom de Grote Oceaan bereikten. Omdat een van de opeenvolgende uitbarstingen freatomagmatisch was, is het vermoeden dat er toen al een meer in de krater lag. Sinds de uitbarstingen van 1280 is het kratermeer in de caldeira tot 250 meter diep. Het meer heeft een door mineralen veroorzaakte groene kleur.